# 阿瑟爾 (麻薩諸塞州普查規定居民點)
阿瑟爾（英語：Athol）是位於美國麻薩諸塞州烏斯特縣的一個普查規定居民點。

## 人口
根據2020年美國人口普查的數據，阿瑟爾的面積為21.93平方千米，當中陸地面積為21.70平方千米，而水域面積為0.22平方千米。當地共有人口8486人，而人口密度為每平方千米386.96人。